# Hill-Reaktion
Chloroplasten haben die Fähigkeit, unter Lichteinstrahlung Photosynthese zu betreiben und dabei Sauerstoff zu erzeugen. In-vitro benötigen Chloroplasten dazu einen künstlichen nicht-biologischen Elektronenakzeptor, um Wasser in Wasserstoff und Sauerstoff zu spalten. Dies wird als Hill-Reaktion, nach dem Entdecker Robert Hill, bezeichnet.
Der Elektronenakzeptor wird auch als Hill-Reagens bezeichnet. Zur Demonstration der Hill-Reaktion wird häufig 2,6-Dichlorphenolindophenol (DCPIP) verwendet. Es ist in der oxidierten Form blau und in der reduzierten Form farblos. DCPIP wird bei Experimenten einem Blattextrakt hinzugesetzt, und nach Beleuchtung wird es farblos. Wird keine Beleuchtung durchgeführt, behält DCPIP seine blaue Farbe. Die Entfärbung kommt durch eine Übertragung von Elektronen auf den Elektronenakzeptor.
In Chloroplasten ist NADP+ der biologische Elektronenakzeptor, wie durch Severo Ochoa nachgewiesen wurde.
Die Hill-Gleichung lautet also:
{\displaystyle \mathrm {2\ H_{2}O+2\ NADP^{+}+Licht\longrightarrow 2\ NADPH+2\ H^{+}+O_{2}} }
Für die Herstellung von Sauerstoff bei der Photosynthese wird direkt kein CO2 benötigt. Dies ist auch ein Hinweis auf die Herkunft des Photosynthese-Sauerstoffs aus dem Wasser.
Auch andere Elektronenakzeptoren wie Kaliumhexacyanoferrat(III) oder künstlich zugesetztes NADP+ dienen als Hill-Reagens.